# Ngwapa
Ngwapa is een dorp in het district Central in Botswana. De plaats telt 487 inwoners (2011).